# Che (plaats)
Che (Russisch: Хэ) is een plaats (selo) in het district Nadymski van het Russische autonome district Jamalië binnen de oblast Tjoemen. 
Che ontstond als een handelsplaats tussen de Russen en de Komi en de Chanten en de Mansen. In 1887 werd er een Russisch-orthodoxe missie gesticht, gevolgd door een kerk in 1908.
Van 1930 tot 1972 was Che het bestuurlijk centrum van een gebied dat overeenkwam met de huidige districten Nadymski, Poerovski en Tazovski van Jamalië. In 1972 verloor Che haar positie als bestuurlijk centrum van het district Nadymski echter aan Nadym.